# Femboy

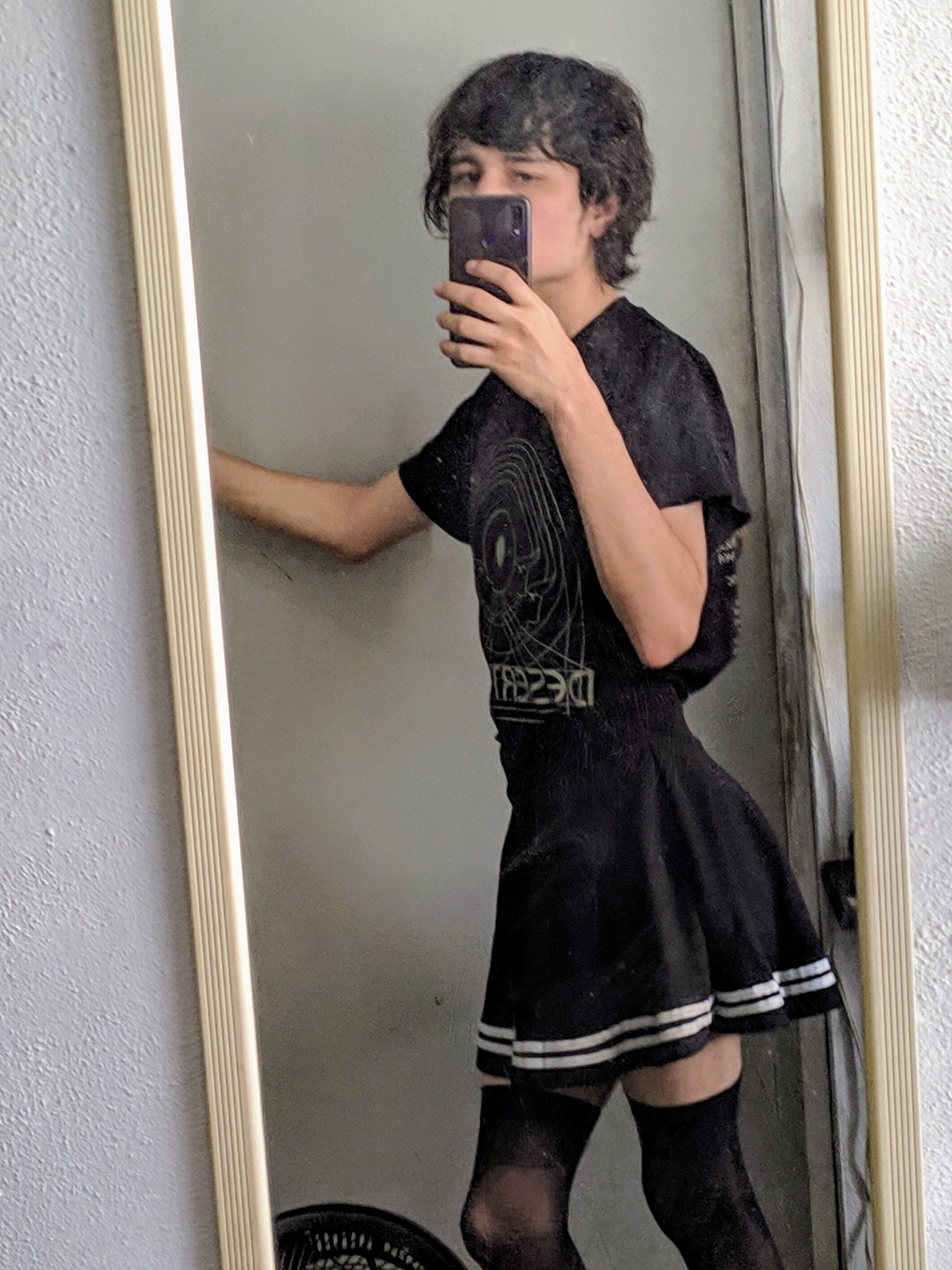
Vestimentas de um "femboy"

Femboy (inglês: [ˈfɛmbɔɪ] (escutarⓘ)) é um termo moderno usado para se referir a indivíduos, geralmente mas não exclusivamente homens, que se expressam em comportamentos estereotipados femininos. Pode ser o uso de joias, roupas e maquiagem femininas, bem como a manifestação de sensibilidade e vulnerabilidade emocional. O termo em si não denota uma orientação sexual específica ou papel de gênero.
O termo femboy surgiu na década de 1990, usado como um insulto dirigido às pessoas que traíam, mas também como um termo positivo/autodescritivo dentro da comunidade LGBT. Os femboys se tornaram um arquétipo que ganhou visibilidade online em 2019 e 2020, tanto em contextos sexuais como nos gêneros devido a tendências como a "Femboy Friday", onde femboys publicam fotos destacadas (e até sexuais) durante uma sexta-feira.

## Termo
O termo "femboy" (em inglês:  «femboy» ou "fem boi") vem da combinação das palavras "feminine" (feminino) e "boy" (menino) na língua inglesa. A palavra "femboy" é usada para descrever pessoas que expressam sua identidade de gênero por meio da escolha de traços femininos de comportamento, estilo de roupa e aparência, desafiando os limites comportamentais tradicionais que tradicionalmente atribuem masculinidade e heterossexualidade aos homens.
O termo "femboy" tornou-se mais popular no Japão nas culturas de anime e mangá, onde é usado para descrever homens com traços femininos em comportamento e aparência. Mais tarde, o termo se espalhou para outros países e encontrou seu lugar na cultura da Internet, blogs e redes sociais, onde femboys compartilham suas fotos e informações sobre suas vidas.

## Críticas
Apesar de serem bem aceitos pela comunidade LGBT, alguns críticos argumentam que os femboys são frequentemente confundidos com outros membros da comunidade como, por exemplo, homossexuais, enquanto a maioria pode se identificar como homens heterossexuais. Também foi sugerido que os femboys usam a identidade de gênero como um meio de atrair a atenção e criar uma imagem única apenas para eles.
Em sociedades conservadoras, femboys podem enfrentar condenação e discriminação. Além disso, alguns críticos argumentaram que os femboys reforçam os estereótipos de masculinidade e de feminilidade. Isso pode criar problemas de igualdade de gênero e exacerbar as desigualdades.
Entre as correntes de extrema-direita extra-parlamentares ocidentais (alt-right), os femboys são apresentados como uma ilustração da teoria da conspiração de que leites e óleos vegetais saturados com estrogênio surgiram como resultado do plano da elite globalista de feminilizar a sociedade.
Alguns pesquisadores argumentam que a subcultura femboy confunde os limites da masculinidade normativa, capacitando homens cisgêneros brancos a obter privilégios sociais, pois eles têm o poder de criar conteúdo culturalmente feminino nas mídias sociais, como vídeos de dança e trilhas sonoras, e obter benefícios adicionais. sua imagem híbrida, atraente não só do ponto de vista da masculinidade, mas também do ponto de vista da beleza pessoal, antes considerada domínio da superioridade feminina.

## Visibilidade

Bandeira femboy

A cultura femboy começou a tomar forma nos Estados Unidos na década de 1990, e isso se sabe por fontes confiáveis. posteriormente, estendeu-se ao Japão e à Coreia do Sul, onde é especialmente popular na indústria da música e do entretenimento.
Em 2013, o Pornhub introduziu uma categoria separada dedicada a femboys e, desde então, o interesse pelo termo cresceu significativamente. A comunidade também está visível no Reddit e TikTok.